# Wolferschwenda
Wolferschwenda är en Ortsteil i kommunen Greußen i Kyffhäuserkreis i förbundslandet Thüringen i Tyskland.
Wolferschwenda var en kommun och ingick i förvaltningsgemenskapen Ebeleben fram till 1 januari 2021 när den uppgick i Greußen. Kommunen hade 139 invånare 2020.